# Calendari gregorià

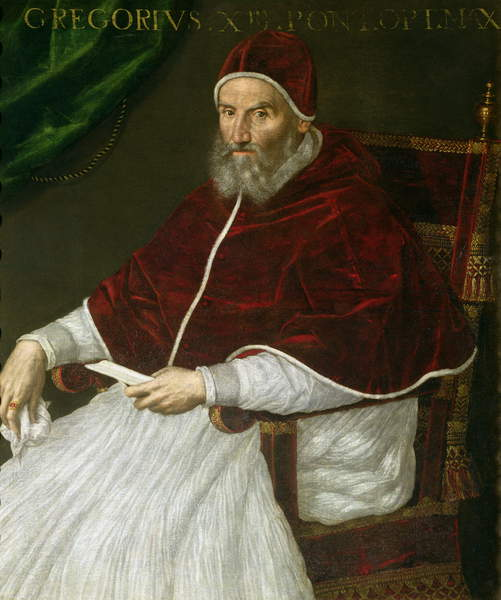
Gregori XIII

El calendari gregorià, també conegut com a calendari occidental o calendari cristià, és el calendari civil acceptat internacionalment com a referent. Va ser establert pel papa Gregori XIII, a instàncies de Giraldi, promulgat per un decret signat el 24 de febrer de 1582, una butlla coneguda per les seves paraules inicials Inter Gravissimas. El calendari reformat va ser aprovat aquell mateix any a un grapat de països, d'altres el varen adoptar als segles següents. La motivació de la reforma gregoriana va ser que el calendari julià, utilitzat des que Juli Cèsar l'instaurés l'any 46 aC, assumia que la durada de l'any tròpic, és a dir el temps entre dos equinoccis de primavera consecutius era de 365,25 dies, quan actualment se sap que és gairebé 11 minuts més curt. L'error entre aquests valors acumulats en la taxa de prop de tres dies cada quatre segles, resultava en un equinocci que tenia lloc l'11 de març (un error acumulat en aquella època d'aproximadament 10 dies) i movent-se constantment anteriorment en el calendari Julià en el moment de la reforma gregoriana. Com que l'equinocci de primavera estava vinculat a la celebració de la Pasqua, l'Església Catòlica Romana considerava que aquest moviment constant en la data de l'equinocci era indesitjable.
La reforma del calendari gregorià contenia dues parts, una reforma del calendari julià que s'utilitzava fins aquell moment, juntament amb una reforma del cicle lunar utilitzat per l'Església, juntament amb el calendari julià per calcular les dates de la Pasqua. La reforma va ser una modificació d'una proposta feta pel metge calabrès Luigi Lilio. La proposta de Lilio incloïa la reducció del nombre d'anys de traspàs en quatre segles de 100 a 97, per la qual cosa 3 de cada 4 centenaris serien comuns en lloc de ser anys de traspàs: aquesta part de la proposta ja havia estat suggerida abans, entre d'altres, per Pietro Pitati. Lilio també va produir un original i pràctic esquema per l'ajustament de l'epacta de la lluna per completar el càlcul de les dates de Setmana Santa, la solució d'una dificultat de molts anys que havia enfrontat als proponents de la reforma del calendari.
A més del canvi a la longitud mitjana del calendari anual passant de 365,25 dies (365 dies i 6 hores) a 365,2425 dies (365 dies, 5 hores, 49 minuts i 12 segons), una reducció de 10 minuts i 48 segons per any, la reforma del calendari gregorià també es va ocupar de la diferència acumulada des del passat, per aquestes diferències. Entre l'any 325 dC (data del Primer Concili de Nicea en què l'equinocci de primavera es va produir aproximadament el 21 de març), i el moment de la butlla del papa Gregori el 1582, l'equinocci de primavera s'havia mogut cap enrere en el calendari, fins que es produí al voltant de l'11 de març, 10 dies abans. Per reajustar el nou calendari gregorià, el papa ordenà que s'eliminessin 10 dies del calendari (el 4 d'octubre va ser seguit pel 15 d'octubre), per tal de restaurar el 21 de març com la data de l'equinocci de primavera.
A causa de la Reforma Protestant, però, molts països d'Europa Occidental no varen, inicialment, seguir la reforma gregoriana, i van mantenir el vell sistema. Finalment, altres països van seguir la reforma en nom de la coherència, però en el moment que els últims partidaris del calendari julià a Europa de l'Est (Rússia i Grècia) va canviar el sistema gregorià al segle xx, que va haver de deixar 13 dies a partir dels seus calendaris, a causa de la diferència addicional acumulada entre els dos calendaris des del 1582.
El calendari gregorià va seguir l'any anterior, el sistema de numeració (Anno Domini), que compta amb anys a partir de la data tradicional de la Nativitat, calculada originalment al segle sisè, i utilitzat a gran part d'Europa des de l'alta edat mitjana.
Aquest sistema de numeració d'anys és l'estàndard internacional predominant avui.

## Història
La reforma gregoriana neix de la necessitat de portar a la pràctica un dels acords del Concili de Trento: el d'ajustar el calendari per a eliminar el desfasament produït des d'un concili anterior, el primer Concili de Nicea, del 325, en el qual s'havia fixat el moment astral en què s'havia de celebrar la Pasqua i, en relació amb aquesta, les altres festes religioses mòbils. El que importava, doncs, era la regularitat del calendari litúrgic, per al qual era menester introduir determinades correccions en el civil. En el fons, el problema era adequar el calendari civil a l'any tròpic.

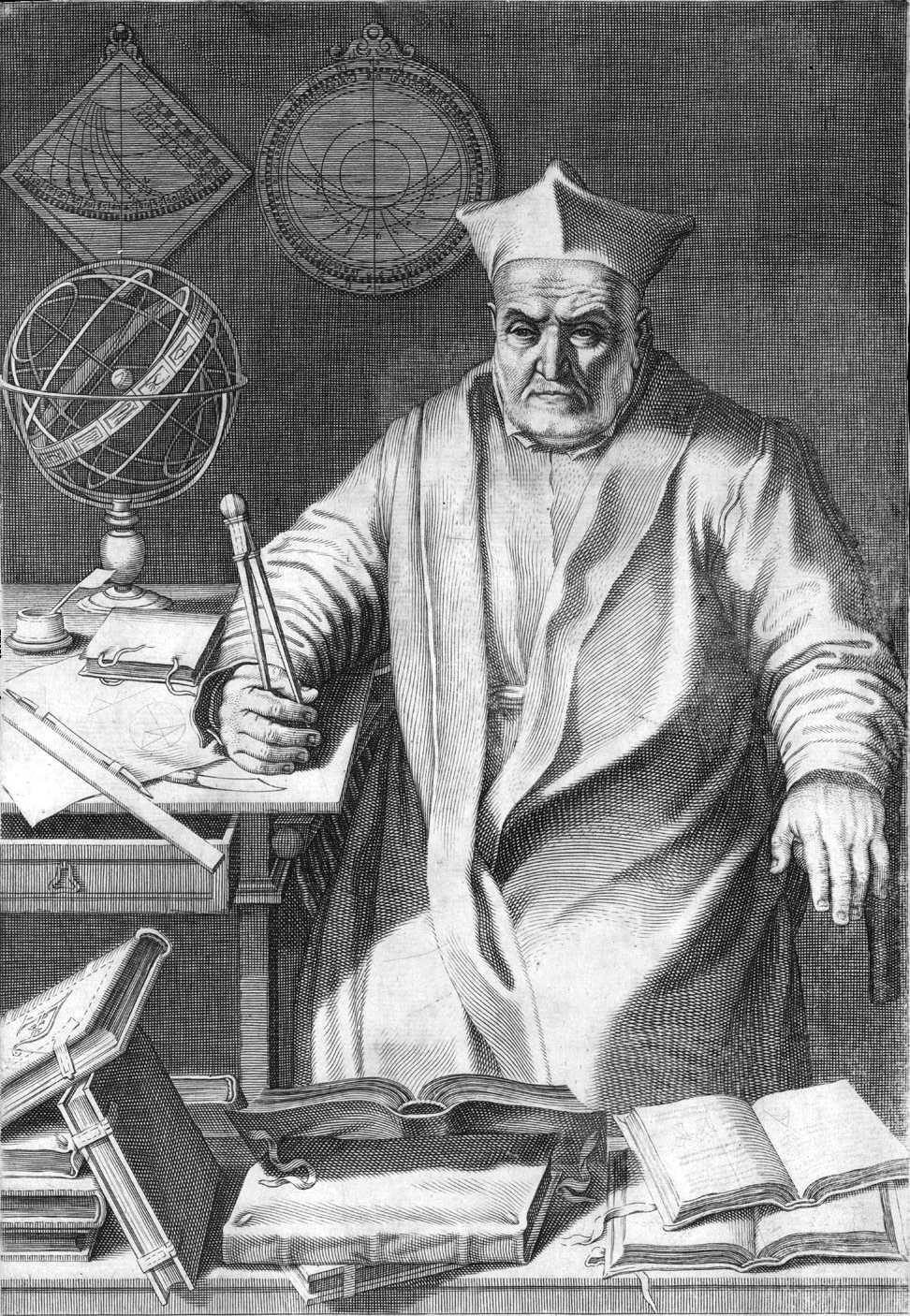
El jesuïta alemany Christopher Clavius. Junt amb Lilio va ser el membre més destacat de la Comissió del Calendari. El cràter més gran de la Lluna porta el seu nom

En el Concili de Nicea I es va determinar que es commemorés la Pasqua el diumenge següent al pleniluni posterior a l'equinocci de primavera (a l'hemisferi nord; equinocci de tardor a l'hemisferi sud). Aquell any 325 l'equinocci havia ocorregut el dia 21 de març, però amb el pas del temps la data de l'esdeveniment s'havia anat avançant fins al punt que, el 1582, el desfasament era ja de 10 dies i l'equinocci es va datar l'11 de març.
El desfasament provenia d'un còmput inexacte del nombre de dies amb què compta l'any tròpic. Segons el calendari julià, que va instituir un any de traspàs cada quatre, l'any tròpic estava constituït per 365,25 dies, mentre que la xifra correcta és de 365,242189 o, cosa que és el mateix, 365 dies, 5 hores, 48 minuts i 45,16 segons. Aquells més d'11 minuts comptats addicionalment a cada any havien suposat en els 1.257 anys compresos entre 325 i 1582 un error acumulat d'aproximadament 10 dies.
El calendari gregorià retarda prop de mig minut cada any (aproximadament 26 segons l'any), fet que comporta haver d'ajustar d'un dia cada 3.300 anys. Aquesta diferència procedeix del fet que la translació de la Terra al voltant del Sol no coincideix amb una quantitat exacta de dies de rotació de la Terra al voltant del seu eix. Quan el centre de la Terra ha recorregut una volta completa entorn del Sol i ha tornat a la mateixa «posició relativa» en la qual es trobava l'any anterior, s'han completat 365 dies i una mica menys d'un quart de dia (0,242189074 per ser més exactes). Per fer coincidir l'any amb un nombre enter de dies calen ajustaments periòdics cada certa quantitat d'anys. De la regla general del de traspàs cada quatre anys, s'exceptuaven els anys múltiples de 100, excepció que al seu torn tenia una altra excepció, la dels anys múltiples de 400, que sí que eren de traspàs. La nova norma dels anys de traspàs es va formular de la següent manera: la durada bàsica de l'any és de 365 dies; però seran de traspàs (és a dir tindran 366 dies) aquells anys en què les dues últimes xifres dels quals són divisibles per 4, exceptuant els múltiples de 100 (100, 200..., 800..., 1800, 1900, 2000...), dels que s'exceptuen al seu torn aquells que siguin divisibles per 400 (1600, 2000, 2400...). El calendari gregorià ajusta a 365,2425 dies la durada de l'any, la qual cosa deixa una diferència de 0,000300926 dies o 26 segons a l'any d'error.
Intentar crear una regla per a corregir aquest error d'un dia cada 3.300 anys és complex. En temps tan llarg la Terra es desaccelera en la seva velocitat de rotació (i també es desaccelera el moviment de translació). La Lluna exerceix un efecte de retard sobre aquesta velocitat de gir per l'excentricitat creada per les marees. La disminució de la velocitat de gir creada per aquesta excentricitat és similar a la que es produeix quan fem girar un Frisbee posant-li una mica de sorra mullada en un costat de la vora inferior: quan el platet es fa girar, la seva velocitat de gir és molt menor a la que té quan no existeix tal excentricitat. Aquest efecte encara es troba en anàlisi i mesurament per part del món científic i addicionalment existeixen altres efectes que compliquen definir regles amb tal precisió. Aquest error és sol d'una part per milió. El més pràctic serà que quan la diferència sigui significativa, es declari que el pròxim any de traspàs no se celebri. De totes maneres, queden gairebé dos mil anys d'anàlisi i discussió abans de necessitar aquest ajust si encara s'empra el calendari Gregorià.
Un altre problema diferent és la disminució de la velocitat de rotació terrestre (i també de la translació terrestre), la qual es pot mesurar amb gran exactitud amb l'ajut d'un rellotge atòmic. És un problema diferent perquè no ha de veure res amb el càlcul del calendari i, per tant, amb els ajusts que se li hagin de fer al calendari. Més aviat és al contrari: és el rellotge atòmic el que ha d'ajustar-se als moviments de la Terra. El rellotge atòmic mesura un temps uniforme que, per tant, no hi ha en la naturalesa dels astres, on tots els moviments del món físic són uniformement variats.

## El dia, la setmana i el mes
L'any consta de 7 mesos de 31 dies (gener, març, maig, juliol, agost, octubre i desembre), 4 de 30 dies (abril, juny, setembre i novembre) i un (el febrer) que en té 28 en els anys comuns i 29 en els de traspàs. Els anys comuns també es divideixen en 52 setmanes i un dia i els de traspàs en 52 setmanes i dos dies. Això fa que si una data s'esdevé en un determinat dia de la setmana un any, la mateixa data l'any següent s'esdevé en l'endemà de la setmana; si l'any és de traspàs, les dates compreses entre el març i el febrer de l'any següent s'esdevenen dos dies de la setmana més tard, en relació al dia en què havia caigut l'any anterior.
| Nº | Nom      | Dies    |
| -- | -------- | ------- |
| 1  | Gener    | 31      |
| 2  | Febrer   | 28 o 29 |
| 3  | Març     | 31      |
| 4  | Abril    | 30      |
| 5  | Maig     | 31      |
| 6  | Juny     | 30      |
| 7  | Juliol   | 31      |
| 8  | Agost    | 31      |
| 9  | Setembre | 30      |
| 10 | Octubre  | 31      |
| 11 | Novembre | 30      |
| 12 | Desembre | 31      |

- Dia: és la unitat fonamental de temps del calendari gregorià. Un dia equival aproximadament a 86.400 segons del Temps Atòmic Internacional o TAI: recordem que és el TAI el que s'ha d'ajustar al verdader moviment de rotació terrestre, que es retarda respecte a la seva durada.
- Setmana: període de 7 dies.

En la majoria dels països cristians, la setmana comença dilluns, ja que el dia de descans del Senyor (Dominus) és el diumenge, el setè. Als països anglosaxons, probablement per influx de la religió jueva, el descans de la qual és dissabte, es considera que el primer dia de la setmana és el diumenge, costum que s'ha estès a alguns altres països.
L'impulsor de la reforma del calendari fou Ugo Buocompagni, jurista eclesiàstic, elegit papa el 14 de maig de 1572 sota el nom de Gregori XIII. Es constituí la Comissió del Calendari, en la que destaquen Christopher Clavius i Luigi Lilio. Clavius, astrònom jesuïta, l'Euclides del seu temps, era un prestigiós matemàtic i astrònom. El mateix Galileo Galilei el va requerir com a aval científic de les seves observacions telescòpiques. Un cràter de la Lluna porta el seu nom. Quant a Lilio, metge i astrònom, sabem que va ser el principal autor de la reforma del calendari. Mort el 1576 sense veure culminat el procés. Finalment, un personatge més en aquesta història: Alfons X de Castella, El Savi: el valor donat a l'any tròpic en les Taules alfonsines de 365 dies 5 hores 49 minuts i 16 segons és el pres com a correcte per la Comissió del Calendari. Pedro Chacón, matemàtic espanyol, redacta el Compendium amb el dictamen de Lilio, recolzat per Clavius, i s'arriba al 14 de setembre de 1580 quan s'aprova la reforma, per portar-la a la pràctica l'octubre de 1582.
Al dijous -julià- 4 d'octubre de 1582 li succeeix el divendres -gregorià- 15 d'octubre de 1582. Deu dies desapareixen a causa que ja s'havien comptat de més en el calendari julià.
El calendari es va adoptar immediatament als països on l'Església Catòlica Romana tenia influència. Tanmateix, en països que no seguien la doctrina catòlica, tals com els protestants anglicans ortodoxos, i d'altres, aquest calendari no es va implantar fins a diversos anys (o segles) després. Malgrat que als seus països el calendari gregorià és l'oficial, les esglésies ortodoxes (excepte la de Finlàndia) segueixen utilitzant el calendari julià (o modificacions d'ell diferents del calendari gregorià).

### Línia temporal d'adopció del calendari gregorià

#### Any 1582
- Itàlia, Portugal, la zona catòlica de Polònia i Espanya (possessions europees i Canàries): després del dijous 4 d'octubre de 1582 va venir el divendres 15 d'octubre.
- França, Lorena i la vall del Mississipi-Missouri (Estats Units): després de diumenge 9 de desembre de 1582 va venir el dilluns 20 de desembre.
- Països Baixos (Brabant, Zelanda i el Staten Generaal): després de dilluns 17 de desembre de 1582 va venir el dimarts 28 de desembre.
- Bèlgica (Limburg i províncies del sud): després de dijous 20 de desembre de 1582 va venir el divendres 31 de desembre.

#### Any 1583
- Països Baixos, Flandes, Hennegan i algunes províncies del sud: el dissabte 1 de gener de 1583 va venir després de divendres 21 de desembre de 1582 (per la qual cosa la gent es va quedar sense les festes de Nadal i Any nou).
- Alemanya (zones catòliques): originalment dilluns 21 de febrer de 1583 havia de succeir al diumenge 10 de febrer, però el poble no va fer cap cas. Després es va decidir que diumenge 16 d'octubre de 1583 seguiria el dissabte 5 d'octubre.
- Les possessions espanyoles a Amèrica i Àsia (Virregnat de Nova Espanya en Amèrica del Nord i Central; l'Amèrica del Sud espanyola (Virregnat del Perú); i la Capitania General de les Filipines): dissabte 15 d'octubre de 1583 va venir després de divendres 4 d'octubre. A causa de la distància amb la metròpoli i la dificultat d'arribar l'ordre de canvi a tots els llocs, Felip II, en Pragmàtica del 14 de maig de 1583, estableix aquest any per al canvi de calendari.
- Àustria (Tirol, Salzburg i Brescia): el diumenge 16 d'octubre de 1583 va seguir el dissabte 5 d'octubre.
- Àustria (Caríntia-Kärnten i Estíria-Steiermark): el diumenge 25 de desembre de 1583 seguiria el dissabte 14 de desembre.
- Països Baixos (Groninga): el dilluns 21 de febrer de 1583 va venir després del 10 de febrer. Van retrocedir al julià en juliol-agost de 1594. Finalment dimecres 12 de gener de 1701 va venir després del dimarts 31 de desembre de 1700.

#### Any 1584
- Bohèmia (Bohèmia Moràvia i Lusàcia): el dimarts 17 de gener de 1584 en va venir després de dilluns 6 de gener.
- Suïssa (cantons més catòlics): el diumenge 22 de gener va venir després de l'11 de gener.
- Silèsia (Slask): el dilluns 23 de gener en va venir després de diumenge 12 de gener.

#### Any 1587
- Hongria: diumenge 1 de novembre de 1587 va venir després del dissabte 21 d'octubre.

#### Any 1590
- Transsilvània (Siebenbürgen-Ardeal-Erdély): el dimarts 25 de desembre de 1590 en va venir després de dilluns 14 de desembre.

#### Any 1605
- Canadà (Nova Escòcia): des de 1605 al 13 d'octubre de 1710, van usar el calendari gregorià. Després van usar el julià des del 2 d'octubre de 1710 fins al dimecres 2 de setembre de 1752, que va ser seguit pel dijous 14 de setembre. Des de llavors van usar el gregorià.

La resta del Canadà va utilitzar sempre el calendari gregorià.

#### Any 1610
- Alemanya (Prússia): el dijous 2 de setembre de 1610 en va venir després de dimecres 22 d'agost.

#### Any 1682
- Estrasburg, Regne de França el febrer de 1682.

#### Any 1700
- Alemanya protestant, Dinamarca i Noruega: el dilluns 1 de març de 1700 va venir després del 18 de febrer.
- Països Baixos (Güeldres-Gelderland, zona protestant d'Països Baixos): el dilluns 12 de juliol de 1700 va venir després del 30 de juny.
- Països Baixos (Utrecht i Overijssel): el diumenge 12 de desembre de 1700 en va venir després de dissabte 30 de novembre.

#### Any 1701
- Països Baixos (Frísia i una altra vegada Groninga) i Suïssa (Zuric, Berna, Basilea, Schaffhausen, Gent, Mühlhausen i Biel): el dimecres 12 de gener de 1701 en va venir després de dimarts 31 de desembre de 1700.
- Països Baixos (Drenthe): el dijous 12 de maig de 1701 va venir després del dimecres 30 d'abril.

#### Any 1752
- Anglaterra i les seves colònies (Terranova i la costa de la badia de Hudson, al Canadà; litoral atlàntic dels Estats Units (EUA), Washington DC i Oregó; Escòcia, Irlanda, l'Índia): el dijous 14 de setembre de 1752 en va venir després de dimecres 2 de setembre.

Aquesta és la causa que encara que es diu que els escriptors Miguel de Cervantes Saavedra i William Shakespeare van morir ambdós el 23 d'abril de 1616, en realitat aquest últim va morir 10 dies després (el 3 de maig del calendari europeu actual).
A Anglaterra, als dies al calendari julià que van ocórrer abans de la introducció del calendari catòlic en 1752 se'ls anomena OS (Old Style o estil antic). Les inicials NS (New Style o Stylo novo) indiquen el calendari gregorià.

#### Any 1753
- Suècia i Finlàndia (que quan va ser conquerida per Rússia va haver d'adoptar en cert grau el calendari julià): l'any 1700 es va decidir cancel·lar els dies de traspàs durant quaranta anys, la qual cosa aconseguiria acumular els 10 dies que faltaven. Aquell any es va complir, però no en els de traspàs 1704 i 1708 (no se sap per què). Per tant, en aquella dècada les seves dates no coincidien amb cap altre país (sia que tingués calendari gregorià o julià). Més tard, en 1712 van decidir que tornarien al calendari julià agregant un dia (un "30 de febrer") a l'any de traspàs 1712. Quaranta anys després van decidir fer el canvi dràstic normal: dijous 1 de març de 1753 vi després de dimecres 17 de febrer.

#### Any 1867
- Alaska: octubre de 1867, quan Alaska es torna una entitat federal dels Estats Units.

#### Any 1873
- Japó: abans s'usava un calendari propi lunar.

#### Any 1875
- Egipte.

#### Any 1912 o 1929
- Antiga Xina: abans tenia un calendari propi lunar. Els autors no es posen d'acord si el canvi es va produir en 1912 o el 1929. Fins fa pocs anys a Hong Kong el poble utilitzava el calendari lunar (que és molt difícil de traduir al calendari gregorià, que és estrictament solar).
- Albània: desembre de 1912.

#### Any 1914
- Turquia: fins a l'1 de gener de 1914 (segons d'altres fins al 1927 per les reformes occidentals de Mustafa Kemal Atatürk) Turquia es va manejar amb un calendari islàmic.

#### Any 1916
- Bulgària: el 14 d'abril de 1916 va venir després del 31 de març.

#### Any 1918
- Rússia i Estònia: dijous 14 de febrer de 1918 va venir després de dimecres 31 de gener. Altres zones orientals de la Unió Soviètica el van canviar dos anys després.

#### Any 1919
- Romania: dilluns 14 d'abril de 1919 va venir després del diumenge 31 de març.
- Iugoslàvia.

#### Any 1923
- Grècia: el dijous 1 de març de 1923 va venir després del 15 de febrer.

## Funcionament i durada de l'any gregorià
El calendari gregorià distingeix entre:
- any comú: el de 365 dies
- any de traspàs: el de 366 dies
- any secular: l'acabat en "00" -múltiple de 100- és any de traspàs, 'a excepció dels anys seculars'. Respecte a aquests, és de traspàs l'any secular múltiple de 400.

D'aquesta manera, el calendari gregorià es compon de cicles de 400 anys:
- En 400 anys hi ha (400/4)-4 seculars =96 anys de traspàs
- Dels 4 anys seculars, només un és de traspàs (múltiple de 400)
- En el cicle dels 400 anys tenim 96 + 1 =97 anys de traspàs, i 400 - 97 =303 anys comuns.

Fent el còmput en dies:
- 97 x 366 dies =35.502 dies
- 303 x 365 =110.595 dies

Això fa un total de 146.097 dies en els 400 anys, de manera que la durada mitjana de l'any gregorià és de 365,2425 dies.
En els 400 anys del cicle del calendari gregorià, aquests 146.097 dies, que són 20.871 * 7 dies, hi ha un nombre enter de setmanes 20.871, de manera que en cada cicle de 400 anys no sols es repeteix exactament el cicle d'anys comuns i de traspàs, sinó que el cicle setmanal també és exacte: aquesta congruència comporta que, prenent un grup de 400 anys seguits, el següent cicle de 400 anys és exactament igual.
La primera setmana de l'any, la número 01, és la que conté el primer dijous de gener.
Les setmanes d'un any van de la 01 a la 53.
- Mes: període de 30 o 31 dies, llevat de febrer que té 28 dies en un any comú, i 29 dies en un any de traspàs.

En resum es pot afirmar que tots els anys son de traspàs si són múltiples de 4, excepte els que són múltiples de 100 que no ho són, i d'entre aquests els que són múltiples de 400 sí que ho són. Per exemple l'any 2000 fou de traspàs perquè malgrat ser múltiple de 100 ho és també de 400, però el 2100 no ho serà perquè no compleix aquesta última condició.
Existeix una cançoneta que s'utilitza com a regla mnemotècnica per recordar el nombre de dies de cada mes: "Trenta dies porta novembre, amb abril, juny i setembre. Vint-i-vuit només porta un i els altres trenta-un".
Una altra manera de visualitzar l'anterior mnemotècnica és com segueix: Amb el puny tancat de qualsevol mà i els artells apuntant cap al seu rostre poseu el dit índex de l'altra mà a l'artell del dit índex del seu puny, aquest artell indica "gener", desplaceu el dit índex a l'interstici entre els artells del dit índex i mig del seu puny, aquest interstici és "febrer", desplaceu l'índex al següent artell (dit mitjà) "març" i així successivament considerant cada artell i interstici fins a arribar a l'artell del dit petit "juliol", una vegada aquí torneu l'índex a l'artell del dit índex del puny "agost" i seguiu el compte novament fins a l'artell anular "desembre"; Cada mes coincident amb artell és de 31 dies i cada mes corresponent a interstici és de 30 dies a excepció de febrer.
Segons aquest calendari la festa de Pasqua es fa coincidir amb la diumenge sent la primera lluna plena de la primavera.

## Origen de l'Era Cristiana
Els romans comptaven els anys des de la fundació de Roma és a dir, ab urbe condita, abreujadament a.u.c.
En l'era cristiana, amb el papa Bonifaci IV el 607, l'origen d'escala va passar a ser el naixement de Crist. Un monjo romanès Dionís l'Exigu, matemàtic, basant-se en la Bíblia i altres fonts històriques, entre els anys 526 i 530, havia datat el naixement de Crist el dia 25 de desembre de l'any 754 a.u.c. L'esmentat any va passar a ser l'any 1 A. SR., Anno Domini, any 1 del Senyor, però els anys anteriors a aquest continuaven sent anys a.u.c. Finalment en el segle xvii es nomenen els anys anteriors a l'1 A. SR. com anys abans de Crist, aC., i els posteriors són anys després de Crist, dC.
D'aquesta manera, és evident que no pot existir l'any 0, ja que un any comença en un moment donat (les 12 de la nit del final de l'any anterior) i acaba a les 12 de la nit del cap d'any de l'any 1. Però aquest any no pot explicar-se com 1 sinó al final, és a dir, que només pot explicar-se com 1 en el moment en què es compleix. Succeeix el mateix amb l'edat d'una persona. D'altra banda, quan comença el compte de l'era cristiana, no hi havia el concepte matemàtic de zero.
Quants anys compleix un nen en néixer? Cap. Així doncs, no hem de confondre els anys, que són segments de temps de 12 mesos de durada, amb els aniversaris o aniversari, que són punts en una línia de temps i que per tant, no tenen dimensió. Aquests punts en un gràfic o línia de temps s'identifiquen amb el número de l'any anterior, no posterior.
El primer any de la vida d'una persona s'identifica amb el punt 1 ubicat un any després del seu naixement. També el primer any després de Crist s'ubica entre el cap d'any de l'any -1 (menys 1) i el primer aniversari d'aquesta, dotze mesos després (en acabar el 31 de desembre, que és el començament del dia 1 de gener de l'any 1). És per això que l'any 1901 va ser el primer del segle xx i l'any 2001 va ser el primer del segle xxi i, per extensió, el primer del tercer mil·lenni.

## Importància del calendari gregorià
El problema de l'origen de la nostra era quedà resolt amb la creació d'aquest calendari: com que s'hi afirma que l'Era Cristiana començà 1582 anys abans de la seva creació, i si tots els països respecten aquesta idea, tota discussió hauria de quedar resolta; i els temes de quan va néixer Crist o el que establí Dionís l'Exigu deixen de tenir importància (almenys, des del punt de vista de la mesura del temps). La qüestió final era l'adopció d'aquest calendari i, com hem vist, tots els països del món l'han adoptat gradualment a través del temps.
Aquí és on podem ressaltar el valor d'aquest instrument de mesura: si tot el món hi està d'acord, totes les discussions sobre el tema no calen. Podem viatjar a qualsevol país i, en comprar un calendari, sempre serà el calendari gregorià de l'any en curs. Podrà variar-ne la ubicació del començament i el final de setmana (diumenge o dilluns) o l'idioma, però sempre es tractarà del mateix calendari.
I un instrument que només necessita una correcció d'1 dia cada 3.300 anys, aproximadament, és un extraordinari avenç que constitueix un magnífic patrimoni de la cultura occidental.

## Diferència entre les dates del calendari gregorià i el julià
Des de la introducció del calendari gregorià, la diferència entre les dates del calendari gregorià i el julià ha anat augmentant a raó de tres dies cada quatre segles:
| Període gregorià                                     | Període julià                                        | Diferència |
| ---------------------------------------------------- | ---------------------------------------------------- | ---------- |
| Des del 15 d'octubre de 1582 al 28 de febrer de 1700 | Des del 5 d'octubre de 1582 al 18 de febrer de 1700  | 10 dies    |
| Des de l'1 de març de 1700 al 28 de febrer de 1800   | Des del 19 de febrer de 1700 al 17 de febrer de 1800 | 11 dies    |
| Des de l'1 de març de 1800 al 28 de febrer de 1900   | Des del 18 de febrer de 1800 al 16 de febrer de 1900 | 12 dies    |
| Des de l'1 de març de 1900 al 28 de febrer de 2100   | Des del 17 de febrer de 1900 al 15 de febrer de 2100 | 13 dies    |
| Des de l'1 de març de 2100 al 28 de febrer de 2200   | Des del 16 de febrer de 2100 al 14 de febrer de 2200 | 14 dies    |

## Norma ISO
Norma ISO 8601 per a l'escriptura de dates i hores.
- Data: és l'any, mes i dia, escrits en aquest ordre separat per un guió o no. L'any constarà de 4 xifres, i el mes i dia de dues xifres cada un -podent ser la primera un zero. Per exemple, el 2 de novembre de 2007 s'escriurà com 20071102 o bé 2007-11-02.
- Dia de la setmana: alternativa a l'anterior, afegeix el número corresponent a la setmana precedit de la lletra W -inicial de week, setmana, en anglès. Així, 2005-W07-5 indica el cinquè dia de la setena setmana de l'any 2005.
- Hora : dues xifres per a les hores, minuts i segons, en aquest ordre sent la mitjanit les 00:00:00. L'escala horària va de 0 a 24 hores. Així un quart de sis de la tarda seran les 17:15:00.
- Data i hora: s'indiquen la data i l'hora tal com es va explicar anteriorment, separant-les per una T -inicial de Time temps o hora, en anglès. Per exemple: dos quarts de tres de la matinada del 30 de desembre de 2005 s'indica: 2005-12-30T02:30:00.

## Curiositats
- Santa Teresa de Jesús va morir just el 4 d'octubre del 1582, de manera que tot i ser enterrada l'endemà, oficialment es va enterrar onze dies després, el dia 15.
- Miguel de Cervantes i William Shakespeare van morir el mateix dia, el 23 d'abril del 1616… però només segons els seus respectius calendaris, ja que a Anglaterra el calendari gregorià no va entrar en vigor fins a l'any 1752, mentre que a les Espanyes era utilitzat des del 1582. Així que, segons el calendari gregorià, Shakespeare va morir el dia 3 de maig.